# هيروفومي زاما
هيروفومي زاما (باليابانية: 財満 博文) (مواليد 2 أبريل 1964)، هو لاعب كرة قدم سابق كان يلعب كلاعب وسط.